# Renzo Manetti
Renzo Manetti (Firenze, 23 maggio 1952) è un architetto e scrittore italiano.

## Biografia
Laureato in architettura presso l'Università di Firenze nel 1977 con una tesi in Restauro dei monumenti, dal 1978 è iscritto all'Albo degli architetti di Firenze ed ha lavorato singolarmente e con lo studio "Forma Atelier", da lui fondato nel 1999.
È stato direttore tecnico della Edilizia Monteoliveto srl. ed ha fatto parte di commissioni consultive, fra le quali la commissione edilizia del comune di Firenze, la commissione urbanistica del comune di Firenze, la commissione regionale tecnico amministrativa della Toscana, la commissione del paesaggio del comune di Barberino di Mugello e la commissione del paesaggio del comune di Firenze.
È accademico ordinario e presidente della classe di architettura nell'Accademia delle arti del disegno di Firenze.
Si è occupato di storia dell'architettura, di iconologia e del linguaggio simbolico, in particolare indagando i temi della geometria sacra delle cattedrali, della poesia cortese (esoterismo in Dante e nei suoi compagni, indicati come i "Fedeli d'Amore") e dell'Umanesimo fiorentino (pittori che ne espressero le tematiche esoteriche, da Botticelli a Leonardo), seguendo una strada aperta da teologi Attilio Mordini e Giovanni Vannucci.
Le sue architetture, come i suoi libri, indagano il mondo dei simboli in un linguaggio fatto di armonie e di corrispondenze numeriche.
Nel 2006 ha inoltre pubblicato il romanzo, Il segreto di San Miniato, edizioni Polistampa, ristampato nel 2007.
Nel 2007 ha curato la mostra e il relativo catalogo per l'ottavo centenario della basilica di San Miniato al Monte.
Nel 2009 pubblica La lingua degli angeli, Simboli e segreti della basilica di San Miniato a Firenze, edizioni Polistampa, a cui fa seguito l'edizione in lingua inglese The language of the angels, Symbols and Secrets in the Basilica of San Miniato in Florence e la prima ristampa nel dicembre 2012.

## Opere principali

### Romanzi
- Il Segreto di San Miniato, Polistampa 2006; ISBN 978-88-596-0066-4
- The Secret of San Miniato, Mauro Pagliai Editore 2017; ISBN 978-88-564-0369-5

### Saggistica
- Le Madonne del Parto Icone templari, Polistampa 2005; ISBN 978-88-8304-937-8
- Beatrice e Monnalisa, Polistampa 2005; ISBN 978-88-8304-939-2
- Monna Lisa Il volto nascosto di Leonardo / Leonardo's hidden face, con Lillian Schwartz e Alessandro Vezzosi, Polistampa 2007; ISBN 978-88-596-0258-3 [2]
- Il velo della Gioconda Leonardo segreto, Polistampa 2009; ISBN 978-88-596-0684-0
- La lingua degli angeli Simboli e segreti della basilica di San Miniato a Firenze, Polistampa 2009; ISBN 978-88-596-0550-8
- The Language of the Angels Symbols and Secrets in the Basilica of San Miniato in Florence, Polistampa 2011; ISBN 978-88-596-0947-6
- Cavalieri del Mistero. Templari e Fedeli d'Amore in Toscana, Le Lettere 2011; ISBN 978-88-6087-505-1
- Le sette colonne della sapienza Arti ed Alchimia nel Campanile di Giotto, Mauro Pagliai Editore 2014; ISBN 978-88-564-0218-6
- Cattolici e Massoneria. Un dialogo necessario, Mauro Pagliai Editore 2015; ISBN 978-88-564-0238-4
- Dante e i Fedeli d'Amore, Mauro Pagliai Editore 2018; ISBN 978-88-564-0380-0
- San Miniato al Monte (1018-1207). Simboli e Mistero di un’Architettura Sacra, Mauro Pagliai Editore 2018; ISBN 978-88-564-0397-8